# جاك كيسي
جاك كيسي (بالإنجليزية: Jack Casey)‏ هو سياسي أمريكي، ولد في 1 يونيو 1935. حزبياً، نشط في الحزب الديمقراطي. وقد انتخب عضو مجلس ولاية نيوجيرسي وانتخب عضو جمعية نيوجيرسي العامة.